# Scorpaena melasma
Scorpaena melasma behoort tot het geslacht Scorpaena van de familie van schorpioenvissen. Deze soort komt voor in het westen van de Atlantische Oceaan, met name van Suriname tot Brazilië.